# Речной вокзал (станция метро, Москва)
«Речно́й вокза́л» — станция Московского метрополитена на Замоскворецкой линии. Расположена в районе Левобережный (САО); названа по Северному речному вокзалу. Открыта 31 декабря 1964 года в составе участка «Сокол» — «Речной вокзал». Колонная трёхпролётная станция мелкого заложения с одной островной платформой. Станция была конечной на протяжении 53 лет.  

## История

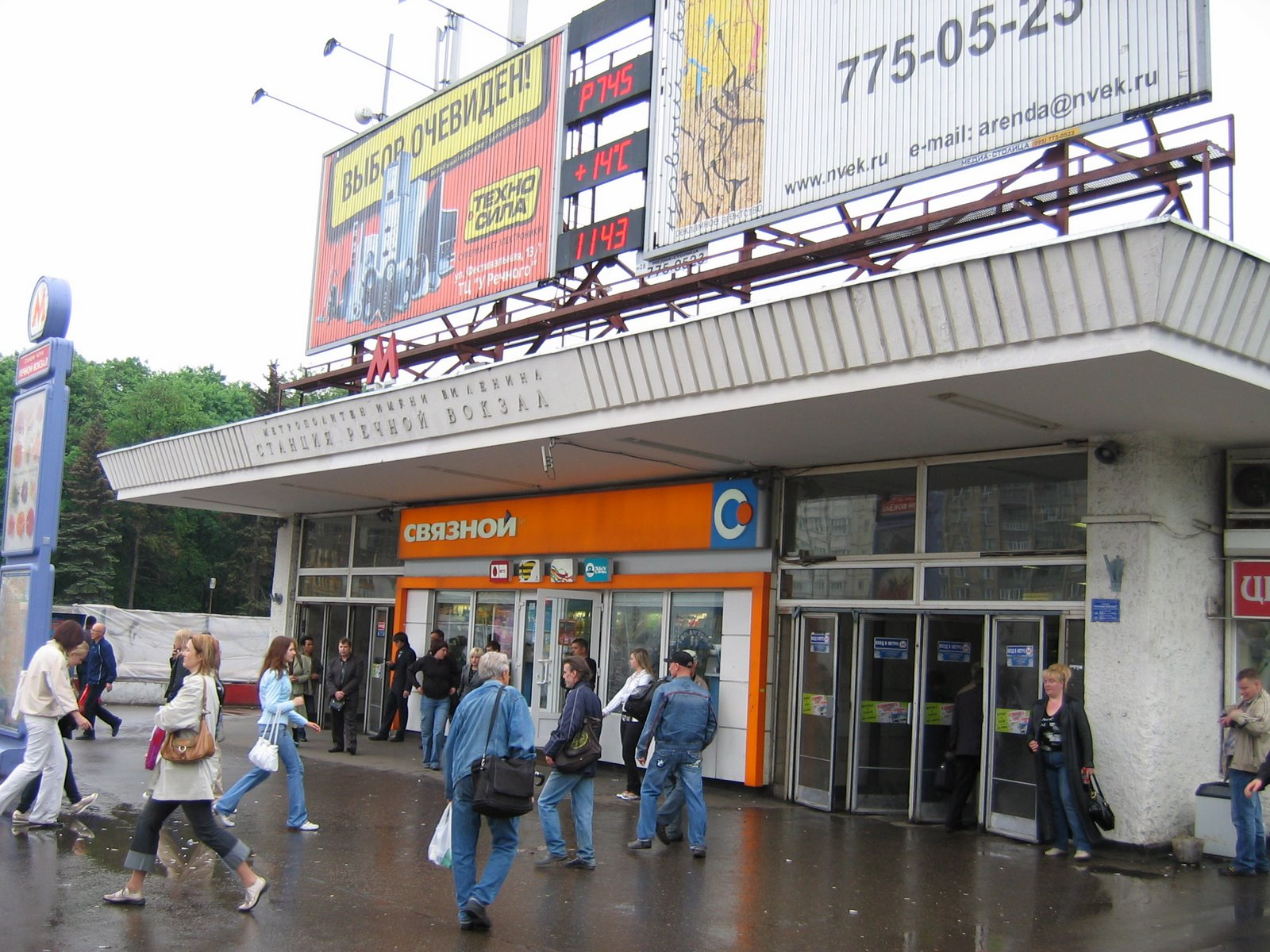
Южный вестибюль станции до реконструкции (в настоящее время на месте магазина «Связной» находятся билетные кассы)

Станция метро у Северного речного вокзала планировалась ещё в 1938 году, когда в составе второй очереди метрополитена был открыт первый участок Горьковско-Замоскворецкой линии. Предполагалось продление Горьковско-Замоскворецкого радиуса ещё на 3 станции от станции «Сокол». Второй из них была станция «Северный речной вокзал», которая должна была расположиться под Ленинградским шоссе. Тогда не предусматривалось отклонение линии от Ленинградского шоссе, то есть планируемый участок шёл вдоль шоссе до проектируемой станции «Химки». В 1947 году были подтверждены планы 1938 года относительно продления Горьковского радиуса.
Затем станция появляется в планах 1957 года. В 1959 году Совет Министров СССР утвердил план строительства линий Московского метрополитена на семилетку (1959—1965). В ходе реализации и этот план многократно корректировался. Так, к 1960 году было решено, что будет четыре станции («Ленинградская», «Завод Войкова», «Водный стадион» и «Речной вокзал»), причём участок от «Завода Войкова» до «Речного вокзала» будет наземным, но позднее вернулись к плану 1959 года.
Строительство метро осуществлялось открытым способом. Станция была открыта 31 декабря 1964 года в составе участка «Сокол» — «Речной вокзал», после ввода в эксплуатацию которого в Московском метрополитене стало 72 станции. Название получила по находящемуся вблизи Северному речному вокзалу. До 1975 года — самая северная станция Московского метрополитена.
В конце 1960-х годов северный участок Горьковско-Замоскворецкой линии был самым загруженным, поэтому для увеличения размеров движения с ноября 1968 года в утренний час пик организован пропуск поездов без пассажиров через два на третий от станции «Речной вокзал» до станции «Войковская».
В 1992 году был предложен проект смены названия станции на «Северный порт», однако он не был осуществлён.

## Архитектура и оформление

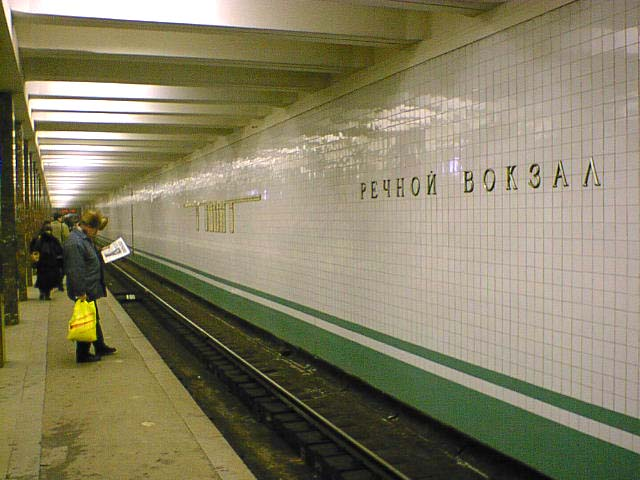
Посадочная платформа

Станция сооружена по типовому проекту. Конструкция станции — колонная трёхпролётная мелкого заложения (глубина заложения — 6 метров). Широко использованы сборные железобетонные детали заводского изготовления. На станции два ряда по 38 квадратных колонн. Шаг колонн — 4 метра. Расстояние между осями рядов колонн — 5,9 метра. Авторы проекта — Н. И. Демчинский и Ю. А. Колесникова.
Станция «Речной вокзал» была построена при Н. С. Хрущёве после выхода постановления 1955 года «Об устранении излишеств в проектировании и строительстве», поэтому она имеет скромное оформление. Путевые стены отделаны белой и светло-зелёной (внизу) керамической плиткой, колонны облицованы красным мрамором (мраморовидным известняком) грузинского месторождения Молити. Пол выложен серым янцевским гранитом. Станцию освещают люминисцентные лампы.
Красный мрамор, которым облицованы колонны, имеет небольшие ярко-белые пятна и прожилки окрашенного кальцита. Подобный сорт мрамора был использован в Московском метрополитене в таком количестве только на этой станции. Похожий камень встречается на станциях «Каширская» и «Каховская», но там его очень мало. Он на вид похож на красный мрамор на станциях «Арбатская» Филёвской линии, «Добрынинская», «Электрозаводская» и многих других, но по структуре и составу окаменелостей он от него отличается. Станция уникальна в палеонтологическом отношении. Окаменелостей здесь мало, и они в основном встречаются в отделочном камне колонн в северной части станции. Среди окаменелостей можно наблюдать раковины аммонитов и наутилусов (см. Окаменелости в Московском метрополитене).
В целом три станции открытого в 1964 году участка были построены по типовому проекту и отличаются лишь облицовкой колонн и путевых стен. На платформе имеются две скамейки. Они расположены в центре зала. Там же стоит колонна экстренного вызова.
Вестибюли выполнены по типовому проекту в виде остеклённых павильонов из стандартных железобетонных конструкций и стекла. В 2009 году к вестибюлям были пристроены наружные билетные кассы. С платформы в любой из вестибюлей можно попасть по эскалатору или по лестнице. В обоих концах платформы работают эскалаторы на подъём. Эскалаторы типа ЭТ-5М были установлены в северном конце платформы в 1991 году, а в южном — в 1994 году. Эскалаторные подъёмы облицованы белым мрамором «коелга».
С ноября 2021 по декабрь 2022 года проводились работы по замене облицовки путевых стен. Работы велись в ночное время без закрытия станции.

## Пассажиропоток
«Речной вокзал» — одна из самых перегруженных станций Московского метрополитена. В марте 2002 года пассажиропоток составлял: по входу — 111,9 тысячи человек, по выходу — 148,3 тысячи человек. Для её разгрузки 31 декабря 2017 года была открыта станция «Ховрино», в результате чего суточный пассажиропоток в будние дни сократился по сравнению с 2017 годом почти на треть и составил 63 тысячи человек в сутки. Также уменьшить пассажиропоток должна помочь станция «Беломорская», открытая 20 декабря 2018 года.

## Путевое развитие
Путевое развитие — 2 главных пути, 2 пути для оборота и отстоя подвижного состава, перекрёстный съезд. В оборотных тупиках расположен пункт технического осмотра. На станции 6 стрелочных переводов, пост централизации.
К станции прилегает перегон: в чётном направлении — «Речной вокзал» — «Водный стадион»; в нечётном — «Речной вокзал» — «Беломорская». На перегоне «Речной вокзал» — «Водный стадион» по I главному пути установлена аппаратура контроля схода подвижного состава УКСПС и контроля перегрева букс ДИСК-Б.

## Станция в цифрах
- Код станции — 041[1].
- Ордината оси станции ПК146+00[20].
- Время открытия станции для входа пассажиров по нечётным числам — 5 часов 35 минут, по чётным — 5 часов 45 минут, время закрытия станции — 1 час ночи[21].
- Таблица времени прохождения первого поезда через станцию[22]:

| По чётным числам                   | Будние дни | Выходные дни |
| По нечётным числам                 | Будние дни | Выходные дни |
| В сторону станции «Ховрино»        | 06:02:00   | 06:01:00     |
| В сторону станции «Ховрино»        | 05:59:00   | 06:00:00     |
| В сторону станции «Водный стадион» | 05:39:00   | 05:50:00     |
| В сторону станции «Водный стадион» | 05:41:00   | 05:41:00     |

## Расположение
Станция «Речной вокзал» Замоскворецкой линии расположена перпендикулярно Фестивальной улице между станциями «Водный стадион» и «Беломорская» на территории Левобережного района Северного административного округа города Москвы. Из двух наземных вестибюлей можно выйти на северную и на южную стороны Фестивальной улицы. Павильоны построены из стандартных железобетонных конструкций по типовому проекту. Расстояние от южного вестибюля до центра Москвы — 14 км.
У станции метро фактически находится крупный транспортно-пересадочный узел — конечная остановка для большинства местных маршрутов наземного транспорта, строительство которого в 2010 году закончилось возведением ТРЦ «Речной вокзал», что никак не улучшило транспортную ситуацию в районе. От строительства полноценного ТПУ власти Москвы отказались.

### Наземный общественный транспорт

#### Городской
На этой станции можно пересесть на следующие маршруты городского пассажирского транспорта:
- Автобусы: м57, 90, 173, 199, 233, 243, 270, 284, 338, 358, 400, 403, 445, 451, 673, 851, 905, т58, н1

#### Областной
У станции расположены остановки большого количества областных автобусных маршрутов.

### Достопримечательности
- Парк Дружбы — парк площадью 51 га. Существует с 1957 года. Был разбит в знак вечной дружбы народов в год проведения в столице VI Всемирного фестиваля молодёжи и студентов. В 1985 году в парке появился памятник «Дружба».[27]
- Северный речной вокзал — один из двух речных вокзалов Москвы. Северный речной вокзал был построен одновременно с Каналом имени Москвы ещё до заполнения Химкинского водохранилища в 1937 году (архитекторы А. М. Рухлядев, В. Ф. Кринский, скульпторы И. С. Ефимов и др., художники Н. Я. Данько и др.). Вокзал является памятником архитектуры и одним из символов Москвы.
- Кинотеатр «Нева» — кинотеатр, находящийся в 880 м от станции[28] (закрыт в 2014 году, в настоящее время на реконструкции).
- Храм иконы Божией Матери «Знамение» в Аксиньине — православный храм. Первый деревянный храм был выстроен в 1708 году на деньги князя М. М. Голицына[29]. Каменный храм был построен в 1884 году, иконостас для храма был окончен к 1899 году, а отделка и роспись интерьера продолжались до 1900 года[29]. Находится в 710 м[30] от южного вестибюля станции.

## Галерея
| - Зал станции. 7 мая 1998 года - Северный вестибюль станции. 13 февраля 2010 года - Название станции на путевой стене. 19 ноября 2010 года - Доска с памятной надписью. 10 октября 2015 года |